# Charles Wiener
Charles Wiener (1851–1913) foi um cientista-explorador austríaco-francês. Nascido em Viena, talvez seja mais conhecido como o explorador que viajou extensivamente pelo Peru, escalou o Illimani e chegou perto de redescobrir Machu Picchu.

## Explorador

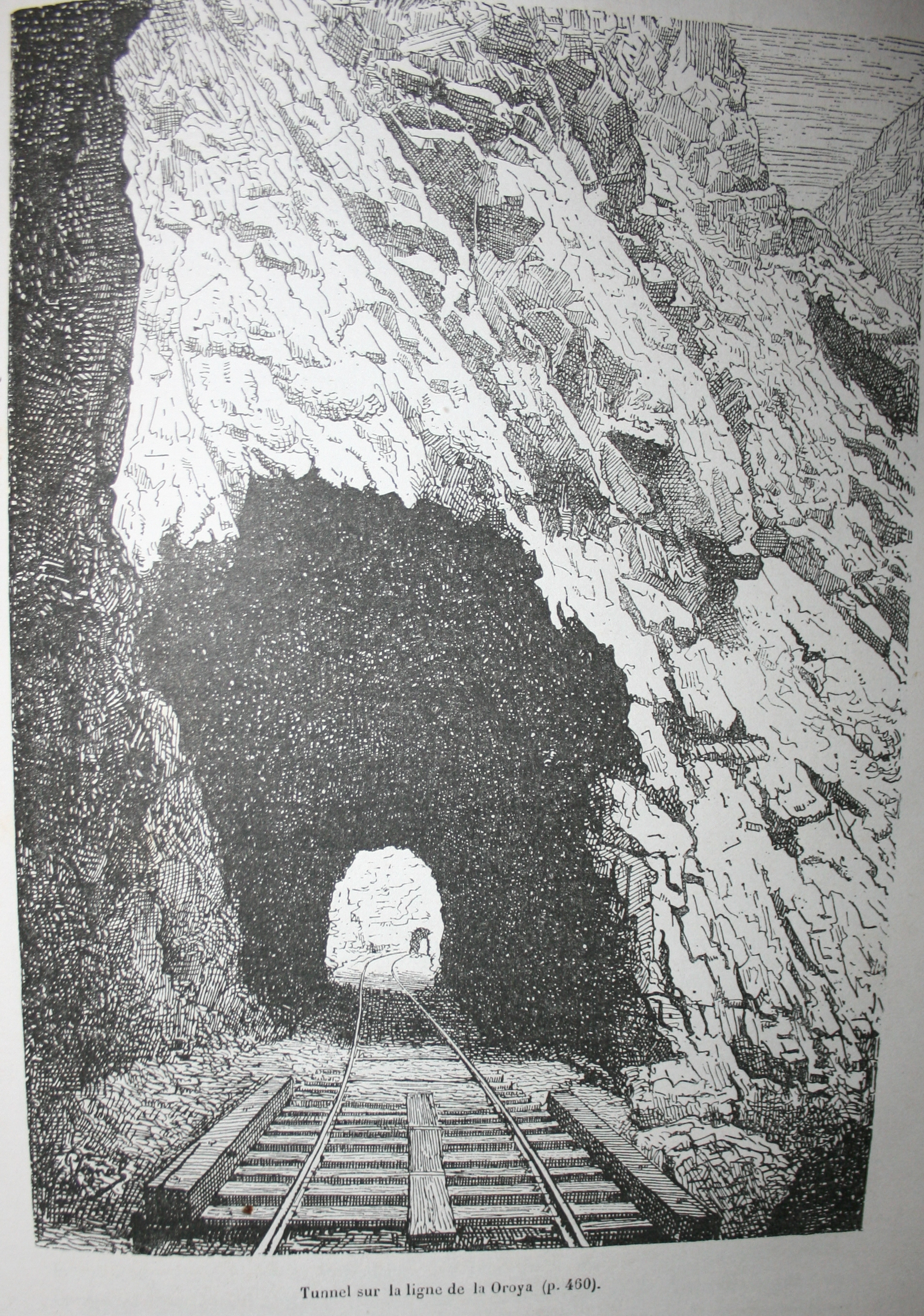
O desenho de Charles Wiener, "túnel na linha La Oroya " em seu livro Pérou et Bolivie - Récit de voyage foi usado por Hergé em seu álbum de Tintin "Le temple du Soleil"

De acordo com Kim MacQuarrie, Wiener, em sua exploração,
viajaria de Ollantaytambo pelo Passo Panticalla até chegar ao rio Urubamba na travessia da ponte de Chuquichaca. Em um livro que publicou em 1880, Wiener escreveu sobre como os moradores de Ollantaytambo lhe contaram sobre [antigas cidades incas]. . . . Wiener fez. . . fez um mapa detalhado do Vale do Urubamba, no qual incluiu dois picos e os marcou com os nomes Matchopicchu e Huyanapicchu
"Wiener viajou ao Peru em 1875, alguns anos depois de Herman Göhring (um companheiro explorador) e [foi] informado em Ollantaytambo sobre certas ruínas, incluindo as de “Huainan-Picchu” e “ Matcho Picchu ”, mas ele não conseguiu chegar durante a sua visita".  Conseqüentemente, o próprio relato de Wiener de suas viagens, publicado como Perou et Bolivie (Paris, 1880), "contém um mapa, "Vallee de Santa-Ana", colocando incorretamente "Huayna picchu" ao sul de "Malcho picchu" no lado leste do Urubamba". "O mapa foi aparentemente publicado em Paris pela Société de Geographie em 1877, três anos antes da publicação do livro de Wiener."  Também é digno de nota que "Hiram Bingham (o último redescobridor de Machu Picchu) estava familiarizado com o livro de Wiener [e] quando um Cuzqueño disse a Bingham que ele tinha visto "ruínas 'mais finas que Choqquequirau' em um lugar chamado Huayna Picchu", Bingham pensou que o "relatório assemelhava-se ao relato de Wiener".
Wiener recebeu algum apoio do governo francês para suas expedições, mas se viu em competição com Théodore Ber. A rivalidade degenerou em uma antipatia amarga, e Wiener tentou falar mal de Ber, que havia sido membro da Comuna de Paris, com as autoridades francesas.
Também digno de nota é que Wiener é mencionado no romance O Narrador de Mario Vargas Llosa como o francês "que em 1880 encontrou 'dois cadáveres de Machiguenga, ritualmente abandonados no rio', que ele decapitou e acrescentou à sua coleção de curiosidades coletadas na selva peruana".